# El Puerto Lázaro Cárdenas
El Puerto Lázaro Cárdenas är en ort i Mexiko.   Den ligger i kommunen San Salvador och delstaten Hidalgo, i den sydöstra delen av landet, 90 km norr om huvudstaden Mexico City. El Puerto Lázaro Cárdenas ligger 2 041 meter över havet och antalet invånare är 994.
Terrängen runt El Puerto Lázaro Cárdenas är kuperad åt sydväst, men åt nordost är den platt. Terrängen runt El Puerto Lázaro Cárdenas sluttar norrut. Runt El Puerto Lázaro Cárdenas är det ganska glesbefolkat, med 34 invånare per kvadratkilometer. Närmaste större samhälle är San Salvador, 7,3 km norr om El Puerto Lázaro Cárdenas. Omgivningarna runt El Puerto Lázaro Cárdenas är i huvudsak ett öppet busklandskap.